# Lipowa (województwo dolnośląskie)
Lipowa – wieś w Polsce, położona w województwie dolnośląskim, w powiecie strzelińskim, w gminie Kondratowice.

## Podział administracyjny
W latach 1975–1998 miejscowość należała administracyjnie do województwa wrocławskiego.

## Zabytki
Do wojewódzkiego rejestru zabytków wpisany jest:
- pałac, z początku XVIII wieku, przebudowany pod koniec XIX wieku